# アンファビュラス
アンファビュラス(Unfabulous)はアメリカのニコロデオンで放送された児童向けテレビシリーズである。番組はエマ・ロバーツ演じる"アンファビュラスな"中学生を描く。放送は2004年の秋季から開始され、アメリカにおいては9歳から16歳の児童の間で最も視聴された番組の一つとなった。制作にはアニメ『ペッパー・アン』や『アンジェラ・アナコンダ』で知られるスー・ローズが携わっている。
主題歌は劇中の音楽も担当したジル・ソビュールが歌っている。また各話の題名は全て"The"で始まる。

## 放送
放送は2004年の秋季から開始され、2007年12月16日、第3シーズンをもって終了した。
その後ニコロデオンで再放送されたが2008年6月に終了、続いてThe Nで再放送されたがこちらも2009年に終了した。後に2011年10月11日から2012年4月2日までTeenNickで放送された。

## 配役

### レギュラー
- エマ・ロバーツ - アディー・シンガー
- マリース・ジョー - ジーナ・ファビアーノ
- ジョーダン・キャロウェイ - ザック・カーター＝シュワルツ
- タイグ・ケリー - ベン・シンガー
- モリー・ヘイガン - スー・シンガー
- マーカス・フラナガン - ジェフ・シンガー
- チェルシー・タバレス - クランベリー
- エマ・デガステッド - マリス